# Nina Karassewytsch
Nina Karassewytsch (ukrainisch Ніна Карасевич, * 29. Oktober 1984) ist eine ehemalige ukrainische Biathletin.
Nina Karassewytsch debütierte international bei der Junioren-Weltmeisterschaft 2002 in Ridnaun. Dort gewann sie im Einzel die Silbermedaille, die restlichen Rennen brachten allerdings keine nennenswerten Resultate. Ein Jahr darauf im polnischen Kościelisko war Platz 14 im Sprint bestes Ergebnis. Vor der Junioren-WM 2004 in Haute-Maurienne lief die Ukrainerin mehrere Rennen im Junioren-Europacup, konnte sich dort jedoch nicht besonders in Szene setzen. Bei der WM war Platz acht mit der Staffel bestes Resultat. 2004 trat Karasewitsch auch erstmals bei einer Junioren-Europameisterschaft an. In Minsk erreichte sie Platz sechs im Einzel und Rang fünf mit der Staffel. Im Jahr darauf konnte sie bei der Junioren-EM in Nowosibirsk mit Vita und Valj Semerenko Bronze mit der Staffel erringen. 2005 lief sie in Kontiolahti ihre letzte Junioren-WM, erreichte aber als beste Platzierung nur Platz sieben mit der Staffel.
Seit der Saison 2005/2006 startete Karassewytsch im Seniorenbereich. Zunächst trat sie im Biathlon-Europacup an und gewann im Sprint von Obertilliach 2006 als 24. erste Punkte. Anschließend wurde die Ukrainerin in Oberhof erstmals im Biathlon-Weltcup eingesetzt. Sie belegte im Sprint den 47. Platz und erreichte damit ihr bestes Ergebnis im Weltcup. Bestes Ergebnis bei der Universiade 2007 in Turin war Platz 15 im Einzel. Bei der Europameisterschaft 2008 in Nové Město na Moravě gewann Karassewytsch nach einem 18. Rang im Einzel die Bronzemedaille im Sprint. In der anschließenden Verfolgung konnte sie die Sprintsiegerin, ihre ukrainische Mannschaftskollegin Oksana Jakowljewa, trotz fünf Schießfehlern noch überholen und wurde Europameisterin. Es blieb ihr einziger internationaler Titel.
Ihr letztes Weltcuprennen bestritt Karassewytsch am 3. Januar 2010 beim Sprint in Ruhpolding. Am 29. Oktober 2012 – an ihrem 28. Geburtstag – kündigte sie das Ende ihrer sportlichen Karriere an.

## Biathlon-Weltcup-Platzierungen
Die Tabelle zeigt alle Platzierungen (je nach Austragungsjahr einschließlich Olympische Spiele und Weltmeisterschaften).
- 1.–3. Platz: Anzahl der Podiumsplatzierungen
- Top 10: Anzahl der Platzierungen unter den ersten zehn (einschließlich Podium)
- Punkteränge: Anzahl der Platzierungen innerhalb der Punkteränge (einschließlich Podium und Top 10)
- Starts: Anzahl gelaufener Rennen in der jeweiligen Disziplin

| Platzierung         | Einzel | Sprint | Verfolgung | Massenstart | Staffel | Gesamt |
| ------------------- | ------ | ------ | ---------- | ----------- | ------- | ------ |
| 1. Platz            |        |        |            |             |         |        |
| 2. Platz            |        |        |            |             |         |        |
| 3. Platz            |        |        |            |             |         |        |
| Top 10              |        |        |            |             |         |        |
| Punkteränge         |        |        |            |             | 2       | 2      |
| Starts              | 5      | 12     | 2          |             | 2       | 21     |
| Stand: Karriereende |        |        |            |             |         |        |